# Cecil Browning
Cecil Le Cronier Browning (* 29. Januar 1883 in London; † 23. März 1953 ebenda) war ein britischer Racketsspieler.

## Erfolge
Bei den Olympischen Spielen 1908 in London nahm Cecil Browning an den Racketswettbewerben im Einzel und Doppel teil. Gemeinsam mit Edmund Bury sicherte er sich die Silbermedaille. Es gab insgesamt nur zwei Spiele in dem Wettbewerb. Im Halbfinale setzten sich John Jacob Astor und Vane Pennell gegen Evan Baillie Noel und Henry Leaf durch, sodass im Finale Browning und Bury auf Astor und Pennell trafen. Letztere gewannen die Partie mit 6:15, 15:7, 16:15, 15:6 und 15:7. Im Einzel schied Browning in der ersten Runde gegen den späteren Olympiasieger Noel aus.
Browning diente während des Ersten Weltkriegs im Royal Flying Corps.